# Bruchophagus albivena
Bruchophagus albivena är en stekelart som först beskrevs av Girault 1925.  Bruchophagus albivena ingår i släktet Bruchophagus och familjen kragglanssteklar. Inga underarter finns listade.